# شیوه بارونی اسکاتلند

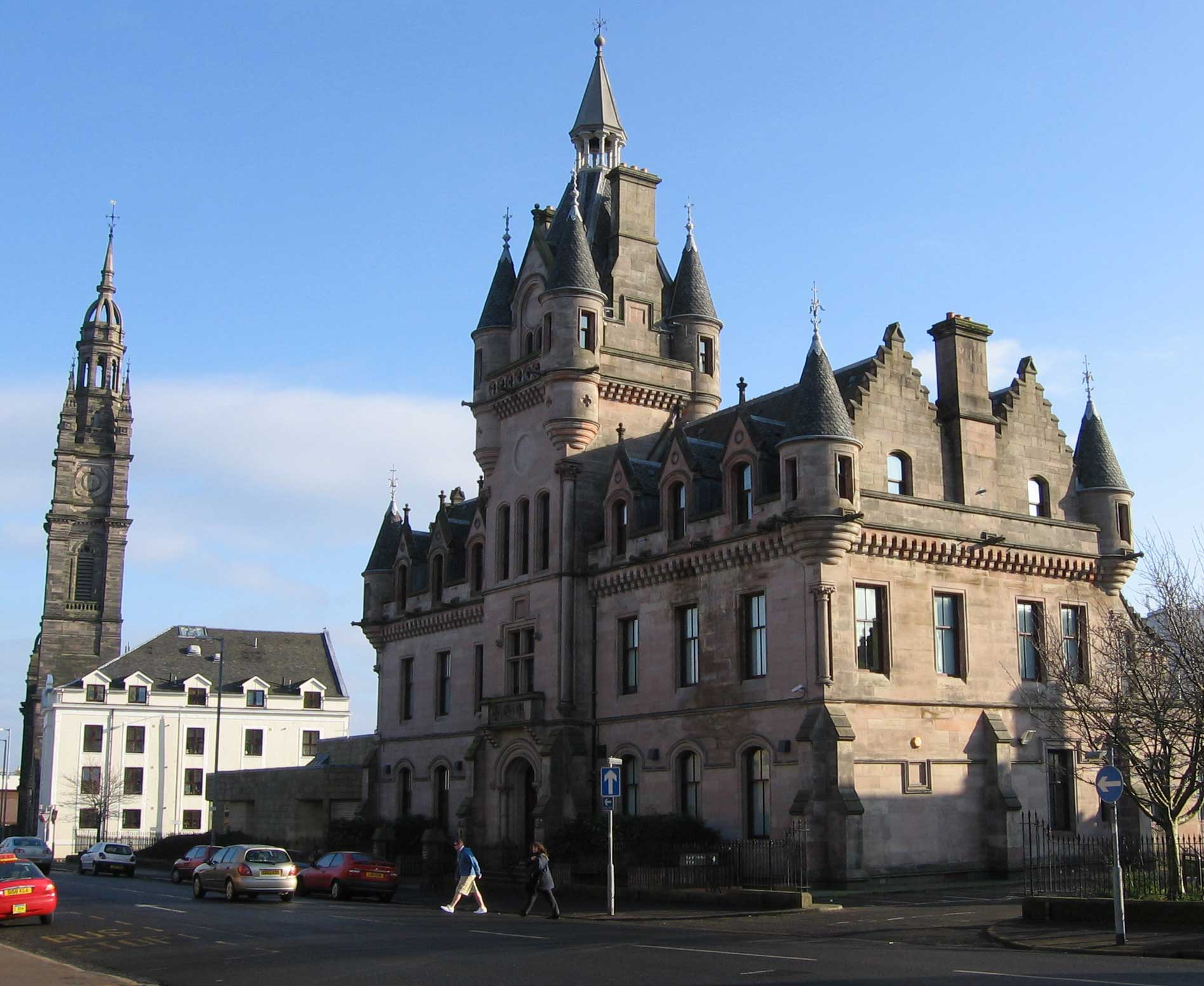
دادگاه کلانتر در گریناک (۱۸۶۹) نمونه‌ای از احیای شیوهٔ بارونی اسکاتلند در قرن نوزدهم میلادی.

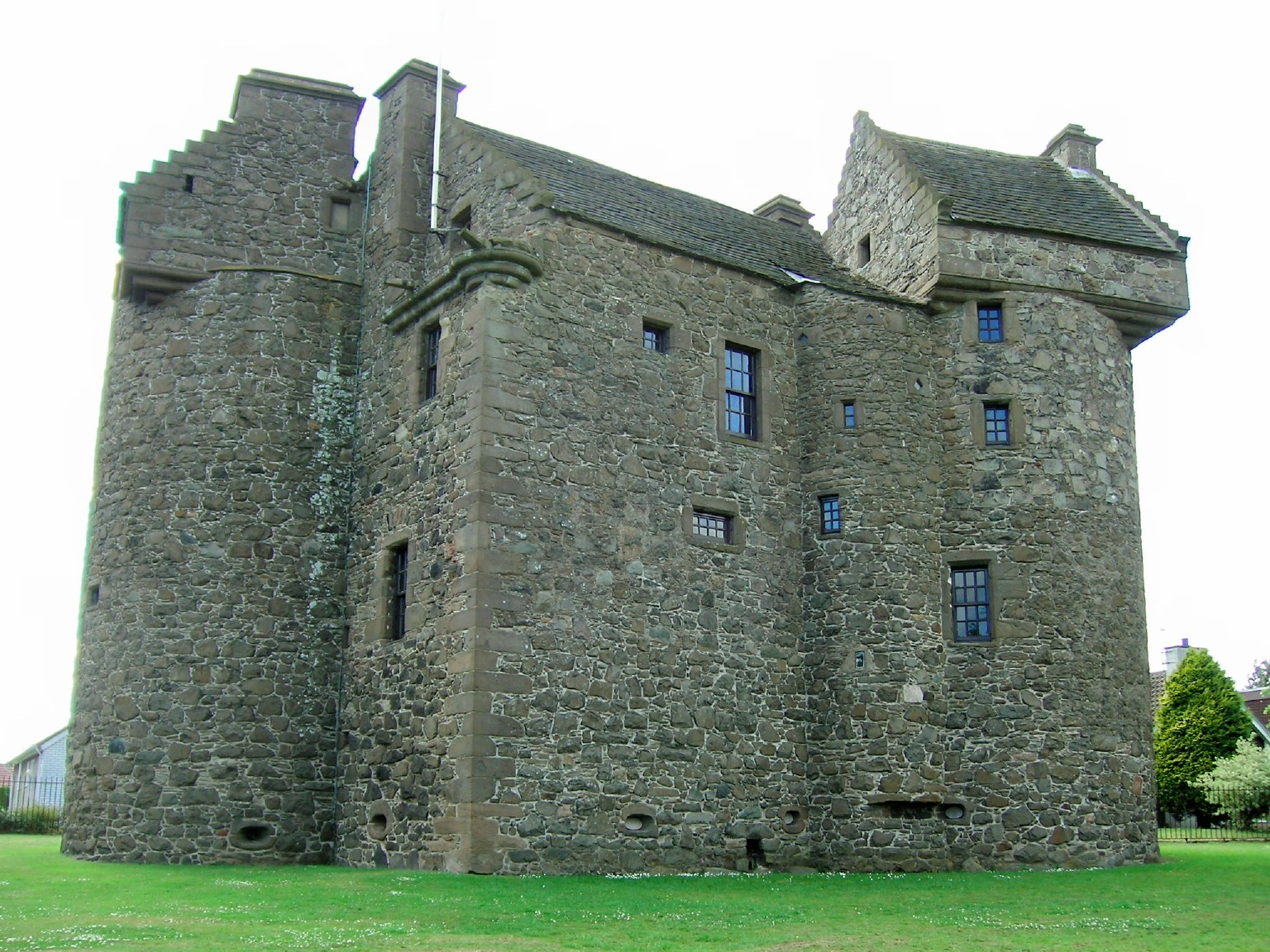
قلعه کلی‌پاتس در سبک معماری بارونی اسکاتلندی اصیل.

شیوه بارونی اسکاتلند (انگلیسی: Scottish Baronial) سبکی در معماری است که در قرن‌های شانزدهم و هفدهم میلادی رواج داشت و در دوره‌ای در قرن نوزدهم میلادی احیا شد. شیوهٔ دوران اول (شیوه بارونی اسکاتلند اصلی) محدود به قلاع کوچک و خانه‌برج‌های اسکاتلند بود و عناصری از شیوهٔ معماری رنسانس را به بناهایی می‌افزود که ویژگی‌های معماری قرون وسطایی اسکاتلندی را داشتند. سبک دورهٔ دوم (احیای شیوهٔ بارونی اسکاتلند) گونه‌ای از الگو و حس ملی بریتانیایی محسوب می‌شد و بیشتر در ابنیهٔ عمومی و دولتی، خانه‌های ویلایی، و سازه‌های تزئینی در سراسر بریتانیا دیده‌می‌شد.
بارونیال اسکاتلندی "سبک بارونی اسکاتلند" در واقع یک سبک معماری از احیای گوتیک قرن نوزدهم است که اشکال و تزئینات معماری تاریخی اسکاتلند در اواخر قرون وسطی و اوایل دوره مدرن را احیا کرد. ساختمان‌هایی به این سبک یادآور قلعه‌های اسکاتلندی هستند، با خطوط سقفی دقیق مشخص شده‌است که با سقف‌های مخروطی‌شکل، تورل‌ها "tourelle"، و نبردهایی "battlement" که با با دهانه های مایکولاسیون ها "Machicolation"، تزئین شده‌اند و اغلب با پلانی نامتقارن، مشخص می‌شوند. معماری بارونی اسکاتلندی که در دوران رومانتیسم و منظره رایج بود، معادل احیای ژاکوبتی در انگلستان در قرن نوزدهم بود و به‌همین ترتیب ظاهر گوتیک پسین معماری داخلی مستحکم نخبگان در اواخر قرون وسطی و معماری قرن را احیا کرد. دوران ژاکوبین.
تورل "tourelle"، :برجک دایره ای، در پلان دایره ای، با سقف مخروطی است.

## ویژگی‌ها
اسکاتلند برای جای‌گیری و موقعیت چشم‌گیر قلعه‌ها و برج‌هایش شناخته می‌شود که به پاره‌ای تثبیت‌شده در مناظر خیال‌انگیز آن تبدیل شده‌اند.
قلعه‌ها، برج‌خانه‌ها، برج‌های پیل، و کاخ‌های سلطنتی این دوره همه به گسترش سبک شاخصی دامن زدند که به شیوه بارونی اسکاتلند موسوم است. این شیوه در قرن شانزدهم میلادی، برای ساخت عمارت‌های خانه‌باغی در اسکاتلند به کار گرفته شد و از قرن نوزدهم به بعد نیز احیا شد و هم در اسکاتلند (از جمله در اقامتگاه سلطنتی بالمورال) و هم در مناطق دیگر جهان به‌شکل گسترده‌ای از آن استفاده می‌شود.
در جریان اصلاحات پروتستانی اسکاتلند در میانهٔ قرن شانزدهم میلادی بسیاری از ویژگی‌های کلیساهای قرون وسطایی تقبیح شدند که با تخریب گستردهٔ تزئینات، مبلمان، و تجهیزات کلیساهای قرون وسطی همراه بود و جای را برای شکوفا شدن شکل‌های معمارانهٔ جدید گشود.
بااین‌حال شکل کلیساهای قرون وسطایی در اسکاتلند در دهه‌های ۱۸۵۰ تا ۱۸۹۰ با ساخت تعداد زیادی از کلیساهای اکثر مذاهب اصلی مسیحی در شیوهٔ معماری نئوگوتیک احیا شد.

## زوال
رواج سبک بارونی در اواخر قرن نوزدهم در اوج خود بود. در اوایل قرن بیستم و با گسترش شیوه‌های پیشامدرنیست و مدرنیست، این سبک به‌همراه سبک احیای گوتیک از رونق افتاد.